# Cottage City
Cottage City – miasto w Stanach Zjednoczonych, w stanie Maryland, w hrabstwie Prince George’s.